# Isochnus populicola
Isochnus populicola är en skalbaggsart som först beskrevs av Silfverberg 1977.  Isochnus populicola ingår i släktet Isochnus, och familjen vivlar. Arten är reproducerande i Sverige.